# Bagassa guianensis
Pour les articles homonymes, voir Bagasse (homonymie).
Espèce
Classification phylogénétique
Statut de conservation UICN

 LC  : Préoccupation mineure
Synonymes
- Bagassa sagotiana Bureau ex Benth. & Hook. f.
- Bagassa tiliifolia (Gaudich.) Benoist
- Laurea tiliifolia Gaudich.
- Piper tiliifolium Schltdl. & Cham.
- Piper tiliifolium Desv. ex Ham.[1]

Bagassa guianensis est une espèce de plantes à fleurs de la famille des Moraceae. C'est un grand arbre pionnier d'origine sud-américaine. C'est l'espèce type du genre monospécifique Bagassa Aubl..
Elle est connue dans les Guyanes, sous les noms de Bagasse, Bois vache, Maman bœuf, Odoun (Créole), Pakasa (Wayãpi), Pakad (Palikur), Tatajuba (Portugais),, Bacasse, Bagasse, Bakassa, Bakasse (Caribe), Cow wood (Anglais), Kaw-oedoe (Sranan tongo), Odon, Odou, Odoun (Paramaka), Yawahedan (Arawak). On l'appelle Tatajuba, Amapa-Rana au Brésil.

## Description
Bagassa guianensis est un arbre dioïque, atteignant 45 m de haut, avec des rameaux feuillés épais de 3-4 mm, finement pubérulents (scabres sur les tiges juvéniles), et avec des branches latérales horizontales non caduques.
Les feuilles sont simples opposées, wikt:cartacé à sub coriace.
Les stipules sont latérales, libres, pubérulentes, longues de 0,5-1,5(-2) cm.
Le pétiole est long de 3-10(-14) cm.
Le limbe est
entier à trilobé (3 parties chez les juvéniles) avec les extrémités longuement acuminées (3 nervures primaires partent de la base de la feuille),
de forme deltoïde, largement ovale, elliptique, à sub orbiculaire,
à base émarginées à cordiforme,
à apex courtement acuminé à aigu,
et mesurant 6-30 x 4-23 cm.
Les marges sont crénelées à dentées en scie, (serrée chez les juvéniles).
La face adaxiale (supérieure) comporte une nervure principale plane, lisse et pubérulent dessus (scabre à scariduleuse chez les juvéniles).
La face abaxiale (inférieure) est densément finement pubérulente (scabre chez les feuilles juvéniles), avec des nervures saillantes.
Les inflorescences unisexuées naissent à l'aisselle des feuilles.
L'inflorescence staminées (mâle) en épi, est longue de 4 à 13 cm, dont 1 à 2 cm pour le pédoncule. Les fleurs portent à 4 sépales et 2 étamines.
L'inflorescence pistillée (femelle) globuleuse, mesure de 1-1,5 cm de diamètre, dont 0,5 à 1,5 cm pour le pédoncule.
Les fruits sont petits, ressemblant à des drupes, entourés d'un périanthe charnu, verdâtres à maturité, sont agrégés en infrutescences globuleuses verdâtres, mesurant 2,5-3,5 cm de diamètre,,.

## Répartition
Bagassa guianensis est présent au Suriname, en Guyane et au Brésil (Pará, Maranhão et nord du Mato Grosso),.

## Écologie
Bagassa guianensis est un grand arbre pionnier à croissance rapide de canopée ou émergent, peu commun dans les forêts anciennes et les vieilles forêts secondaires, au latex très abondant, qui affectionne les futaies sempervirente à semi-persistante, non inondée, mais surtout les végétations secondaires où il peut être commun. Il est fertile d'août à décembre,.
En Guyane, l’exploitation de cette espèce, relativement peu commune en forêt, est réglementée par l’ONF car elle est considérée comme une « espèce clé » en raison de sa fructification à contre-saison qui permet de nourrir un grand nombre d’animaux.
On a étudié les effets de son exploitation sur la génétique de ses populations,,,.

## Utilisation
Bagassa guianensis connu en Guyane et en Amazonie pour son bois jaune doré de haute qualité, naturellement imputrescible (notamment grâce à sa teneur en arachidine) et résistant aux termites, ressemblant à l’Iroko d’Afrique, et très apprécié pour des usages intérieurs et extérieurs,,. Les propriétés de son bois ont été largement étudiées.
Le latex laiteux et comestible de Bagassa guianensis était bu par les balatistes (saigneurs de Balata) lorsque la nourriture était rare.
Les troncs sont également utilisés pour la construction de pirogues.
Les Palikur l'emploient à des fins magiques : les chasseurs consomment l'eau de pluie contenue dans les "coupes" formées par les feuilles tombées au sol, pour favoriser la rencontre d'un jaguar à chaque sortie de chasse.
Le bain préparé avec les feuilles donne un don de divination aux personnes qui possèdent des dons chamaniques (l'utilisation de cet arbre est réputée dangereuse).
La sciure du bois de Bagassa guianensis peut être utilisé pour se propriétés adsorbantes remarquables.
Les extraits de Bagassa guianensis ont des propriétés anti-corrosives sur le zinc,, et antifongiques dans le cadre des pathologies humaines (des souches de champignons résistants sont néanmoins apparues).
Il dispose d'une densité typique des "bois de fer", d'où son emploi dans la construction, notamment les structures devant résister aux conditions environnementales humides et salines.

### Plantation
L'intérêt potentiel de Bagassa guianensis en plantation est connu depuis longtemps. Des plantations expérimentales sont suivies par l’ONF et le CIRAD pour étudier sa culture. Cette essence forestière pourrait devenir en Guyane un sérieux concurrent local au teck qui a pourtant, lui, a fait l’objet de presque 200 ans de sélection,.

## Protologue

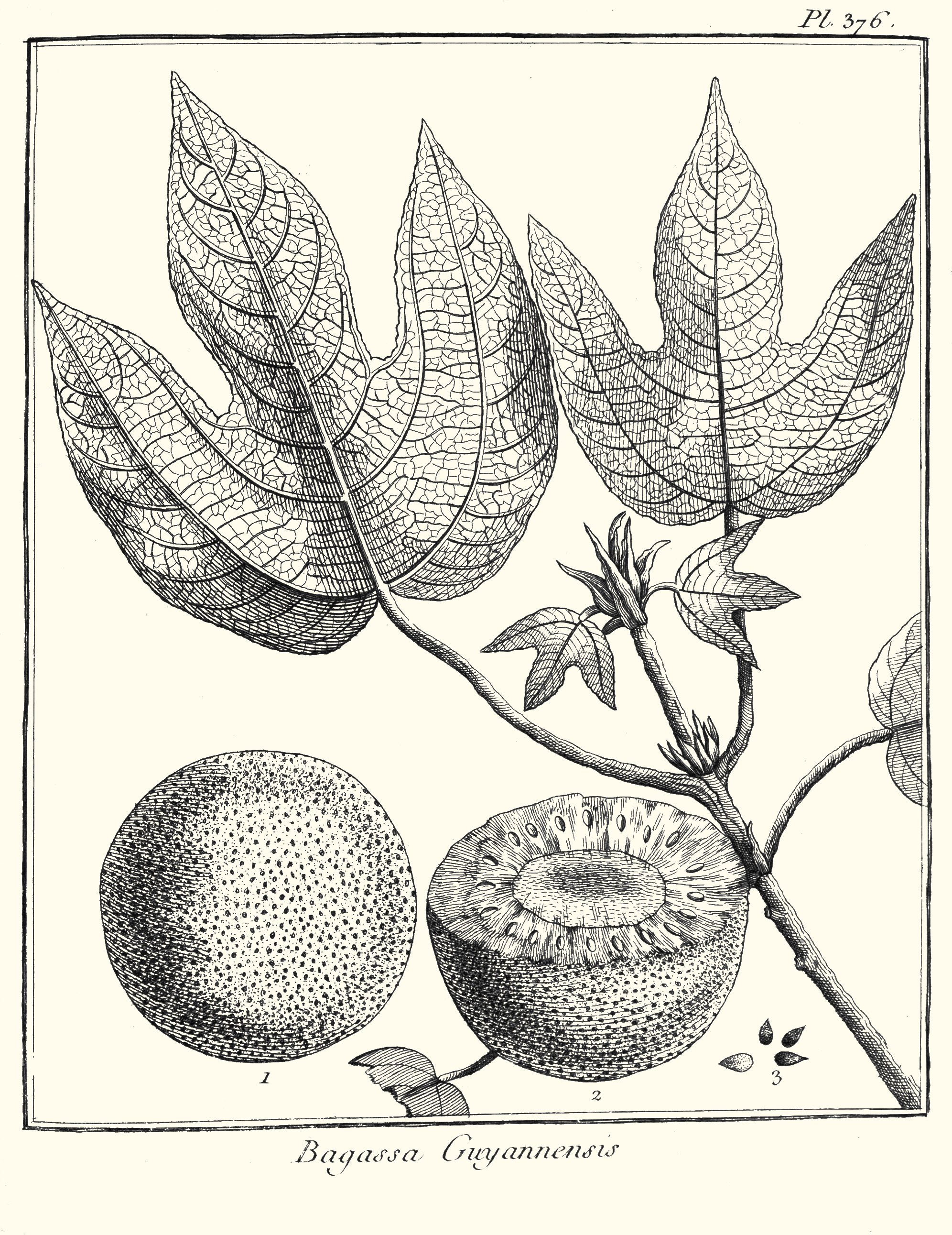
Bagassa guianensis (Pl. 376) d'après Aublet, 1775 (1. Baie. - 2. Baie coupée en travers. - 3. Graine.)

En 1775, le botaniste Aublet propose le protologue suivant :
« BAGASSA Guianenſis. (Tabula 376.)
Bagaſſa arbor quâ. Indi ad extruendos lintres utuntur. Barr. Franc. Equinox, pag. 20.
Arbor craſſiſſima, altiſſima, rami numeroſi. Folia oppoſita, ampla, trilobata, integerrima, lobis acutis. Stipulæ utrinque binæ, oblongæ, membranaceæ, deciduæ. Fructus aurantii formâ. Bacca naveſcens, cortice membranaceo granulato, intiis carnoſa, ſub cortice pulpoſa. Semina plurima, ovato-acuta, pulpa obvoluta.
Fructum ferebat Junio & Julio.
Habitat in ſylvis & montibus Guianæ. 
Nomen Caribæum BAGASSA.
LE BAGASSIER de la Guiane (Planche 376.)
Le Bagaſſier eſt un très grand arbre. Son tronc s'élève droit & à quatre-vingt pieds, ſur quatre à cinq pieds de diamètre. Son écorce eſt liſſe, cendrée, & ſon bois eſt blanc. Sa tête eſt immenſe ; & ſes branches très groſſes s'étendent au loin de tous côtés. Les rameaux qui en partent ſont creux & garnis de feuilles oppoſées, qui ont à leur naiſſance chacune deux stipules longues & membraneuſes, que l'on n'apperçoit que ſur les jeunes pouſſes. Ces feuilles ſont partagées à leur partie ſupérieure en trois lobes aigus. Elles ſont vertes, âpres au toucher ; les plus grandes ont un pied & longueur, & près de neuf pouces de largeur. Leur pédicule eſt de trois pouces & demi.
Je n'ai pas vu la fleur.
Les fruits ſont mous, ſucculents ; ils ont la forme & la groſſeur d'une moyenne orange ; ils ſont attachés par un petit pédoncule, extérieurement ils ſont tous couverts de petits grains jaunâtres & coupés en travers. On trouvé dans le centre une ſubſtance plus fermé, entourée dune chair molle, ou ſont nichées un grand nombre de semences en forme de pépins bruns & viſqueux.
Ce fruit eſt d'un très bon goût. Les Créoles & les naturels du pays le mangent avec plaiſir : pour peu qu'on le garde, lorſqu'il eſt bien mûr, il fermente & acquiert une faveur vineuſe, & un peu acide.
Son tronc eſt employé pour conſtruire de grandes pirogues. L'on peut en tirer des courbes & des madriers pour la conſtruction des navires. On fait dans le pays une différence entre les arbres qui croiſſent ſur les montagnes, & ceux qui viennent dans les plaines & dans les marécages. On prétend que le bois du Bagaſſier des montagnes eſt plus léger, qu'il flotte ; que le Bagaſſier des marécages & de la plaine eſt plus peſant, & que la pirogue qui en eſt conſtruite coule à fond, lorſqu elle ſe remplit d'eau, au lieu que les autres reviennent ſur l'eau.
Lorſqu'on entame cet arbre, il rend un ſuc aqueux & laiteux.
Je l'ai trouvé dans les forêts de la terre ferme, à Aroura, dans le Comté, à la crique des Galibis, à Sinémari & à Caux.
II étoit en fruit dans les mois de Juin & de Juillet.

Cet arbre eſt nommé par les Galibis BAGASSE. »
— Fusée-Aublet, 1775.